# Karakulhat
En karakulhat er en hovedbeklædning fremstillet af det uldne skind fra karakulfår, nærmere betegnet skindet fra aborterede karakullam.  Skindet brugt til fremstilling af karakulhatten betegnes som enten astrakhan, bredhalet, qaraqulcha eller persisk lam. Karakul betyder sort pels i den tyrkiske sprogfamilie, og lignende typer hatte er almindelige blandt de tyrkiske folkeslag. Hatten er oprejst, når den bæres, men foldes sammen når den er aftaget fra bærerens hoved.
Karakulhatten bæres typisk af mænd i Central- og Sydasien. Afghanistans præsident Hamid Karzai er kendt for at bære an karakulhat. Siden Karzai blev udnævnt til præsident ,er karakulhatten blevet mere populær blandt afghanske mænd. I Pakistan er hatten bedre kendt som Jinnahhuen, eftersom grundlæggeren af landet Mohammad Ali Jinnah bar denne hue.